# Panaxia illustris
Panaxia illustris là một loài bướm đêm thuộc phân họ Arctiinae, họ Erebidae.